# Józef Zenowicz
Józef Zenowicz herbu Deszpot – starosta oszmiański w latach 1715–1726.
Był posłem oszmiańskim na sejm 1718 roku i sejm 1724 roku.